# Save Me (cançó de Queen)
"Save Me" és una cançó de la banda de rock britànica Queen del seu àlbum The Game de 1980. Escrita pel guitarrista Brian May, va ser enregistrada el 1979 i publicada al Regne Unit el 25 de gener de 1980, gairebé sis mesos abans del llançament de l'àlbum. "Save Me" va estar sis setmanes a la llista de senzills del Regne Unit, arribant al número 11. Va ser el primer senzill llançat per la banda a la dècada del 1980.
La balada es va tocar en directe de 1979 a 1982 i es va enregistrar per als seus àlbums en directe, Queen Rock Montreal al Montreal Forum a Quebec, Canadà, el novembre de 1981 i Queen on Fire – Live at the Bowl al Milton Keynes Bowl, a Buckinghamshire, Anglaterra, el juny de 1982. La cançó també s'inclou als àlbums Greatest Hits, i Queen Forever de Queen. El primer vídeo que circula d'una actuació en directe és durant els Concerts per al Poble de Kampuchea al Hammersmith Odeon el 1979.

## Història
Brian May va escriure "Save Me" sobre el seu amic i company de la banda, Freddie Mercury. Enregistrada l'estiu de 1979 a Munic, la cançó va ser escrita quan la relació de Mercury amb el xef estatunidenc Joe Fanelli acabava de trencar. Durant una entrevista per al programa de ràdio In the Studio with Redbeard, May va declarar: "Vaig escriure ['Save Me'] —per resumir una llarga història— la vaig escriure sobre un amic, algú que estava passant per un mal moment, i em vaig imaginar en la seva pell, explicant la història. Algú la relació del qual està totalment fotuda i com de trista estava aquesta persona".

## Composició
Musicalment, la cançó és complexa, amb els versos en sol major i el cor en re major. Un solo instrumental, en sol major, serveix com a vers.

## Vídeo musical
El vídeo de la cançó es va filmar a l'Alexandra Palace, a Londres, el 22 de desembre de 1979 i va ser dirigit per Keith "Keef" MacMillan, i presenta l'animació d'una dona i un colom. El vídeo seria l'últim que mostraria en Freddie sense bigoti fins al 1984, ja que el lluiria a partir del següent vídeo "Play the Game" fins que se'l va afaitar per al videoclip d'"I Want to Break Free".

## Personal
- Freddie Mercury – veu principal i de suport
- Brian May – guitarres acústica i elèctrica, piano, sintetitzador, cors
- Roger Taylor – bateria, cors
- John Deacon – baix

Músics addicionals
- Reinhold Mack - sintetitzador addicional

## Llistes d'èxits
| Llistes (1980)                               | Millor posició |
| -------------------------------------------- | -------------- |
| Alemanya Federal (Llista oficials alemanyes) | 42             |
| Bèlgica (Ultratop 50 Flandes)                | 13             |
| Itàlia (FIMI)                                | 31             |
| Noruega (VG-lista)                           | 7              |
| Païssos Baixos (Dutch Top 40)                | 5              |
| Païssos Baixos (Single Top 100)              | 6              |
| UK Singles (OCC)                             | 11             |

| Llistes (1980)                 | Posició |
| ------------------------------ | ------- |
| Bèlgica (Ultratop Flanders)    | 98      |
| Itàlia (FIMI)                  | 96      |
| Països Baixos (Dutch Top 40)   | 60      |
| Països Baixos (Single Top 100) | 80      |